# George Buitul

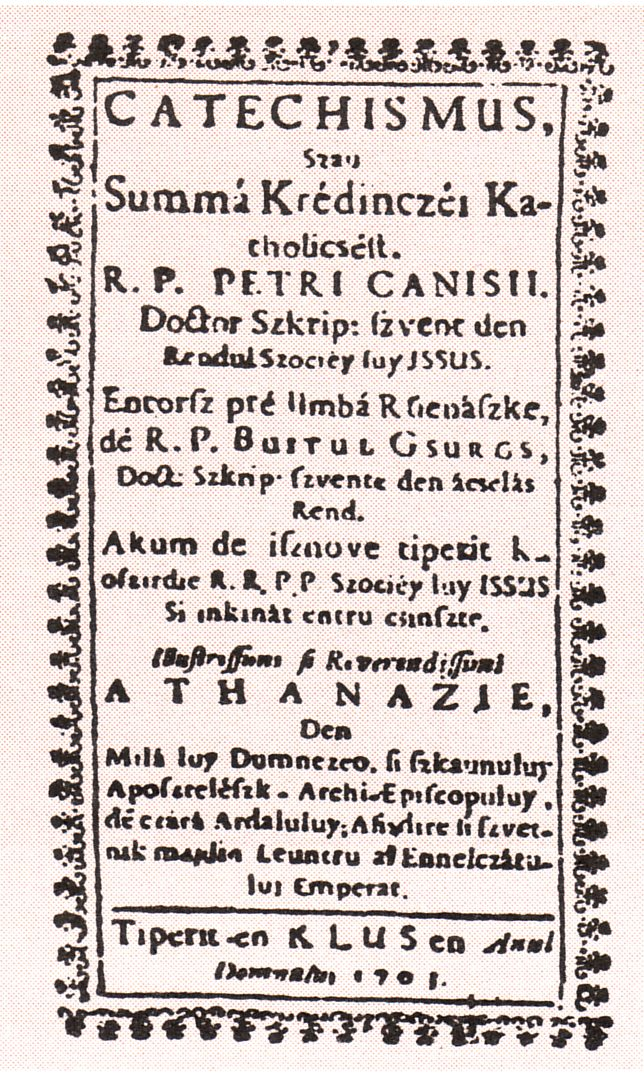
Ediţia a doua din Summa Kredinczei, prima carte tipărită în limba română cu alfabet latin

George Buitul (n. ca. 1589, Caransebeș – d. 10 septembrie 1635, Caransebeș) a fost un iezuit de origine română din secolul al XVII-lea, profesor la Alba Iulia, apoi rector al misiunii iezuite din Caransebeș. În 1636, cu sprijinul lui Acațiu Barcsay, a fost publicată postum prima traducere a catehismului lui Petrus Canisius în limba română, traducere realizată de George Buitul.

## Studiile
Conform unor cercetări din perioada interbelică, George Buitul a fost primul român care a studiat la Roma.

## Lucrări
- Catechismus szau Summa Kredinczei Katholicsest R.P. Petri Canisii (prima ediție: Lugoj, 1648; a doua ediție Akum de isznove tiperit...: Cluj, 1703).